# Alphonse van Caloen
Alphonse van Caloen (Brugge 12 september 1852 - Koolkerke 6 maart 1928) was gedurende meer dan veertig jaar, van 1885 tot 1927, burgemeester van de Belgische gemeente Koolkerke bij Brugge.

## Familie
Alfons Maria Jozef Jan Ghislain van Caloen behoorde tot de adellijke familie van Caloen. Hij had echter niet meer de adellijke status, in tegenstelling tot zijn meeste naamgenoten. Zijn grootvader Anselme van Caloen (1772-1814), getrouwd met Anne-Thérèse Coppieters (1778-1849), was te vroeg gestorven om de aanvraag tot adelerkenning onder het Verenigd Koninkrijk der Nederlanden te kunnen doen. De weduwe was de zus van Jean-Baptiste Coppieters 't Wallant, die burgemeester was van de stad Brugge, en van Charles Coppieters Stochove, die de belangrijke functies opstapelde. Het ging dus om invloedrijke mannen die voor een herstel van de status van hun neven en nichten konden zorgen. Een erkenning werd inderdaad toegezegd bij Koninklijk Besluit van 12 november 1823, voor de zes minderjarige kinderen van Anselme, onder wie Charles van Caloen, de vader van Alfons. Maar om onbekende redenen werden de open brieven niet gelicht en kreeg de erkenning dan ook geen rechtskracht.
Charles van Caloen (1804-1873), de oudste en enige van de zes kinderen die trouwde, werd hypotheekbewaarder. Hij trouwde met zijn nicht Eulalie van Caloen Arents (1817-1872), het negende van de tien kinderen van de voorzitter van de rechtbank van eerste aanleg in Brugge François van Caloen Arents (1770-1828) en de zus van Charles van Caloen Arents (1802-1877), eveneens voorzitter van de rechtbank van eerste aanleg en van de Koolkerkse burgemeester Louis-Casimir van Caloen. Ze hadden twee kinderen: 
- Leonie van Caloen (1849-1922), die trouwde met jonkheer Jules van Pottelsberghe de la Potterie (1849-1939)
- Alphonse, die trouwde met Virginie-Marie Strubbe (Koolkerke, 26 mei 1855 - Bergen, 21 juli 1941), de dochter van zijn buurman en pachter Jacobus Strubbe, burgemeester van Koolkerke. Het echtpaar had twee dochters
  - Marie-Alphonsine van Caloen (1890-1930) die in 1925 trouwde met jonkheer Paul du Trieu de Terdonck (1887-1936). Ze hadden twee dochters en een zoon.
  - Irma van Caloen (1892-1972) die in 1912 trouwde met jonkheer Albert Coppieters (1884-1952). Ze hadden een zoon en een dochter.

## Burgemeester

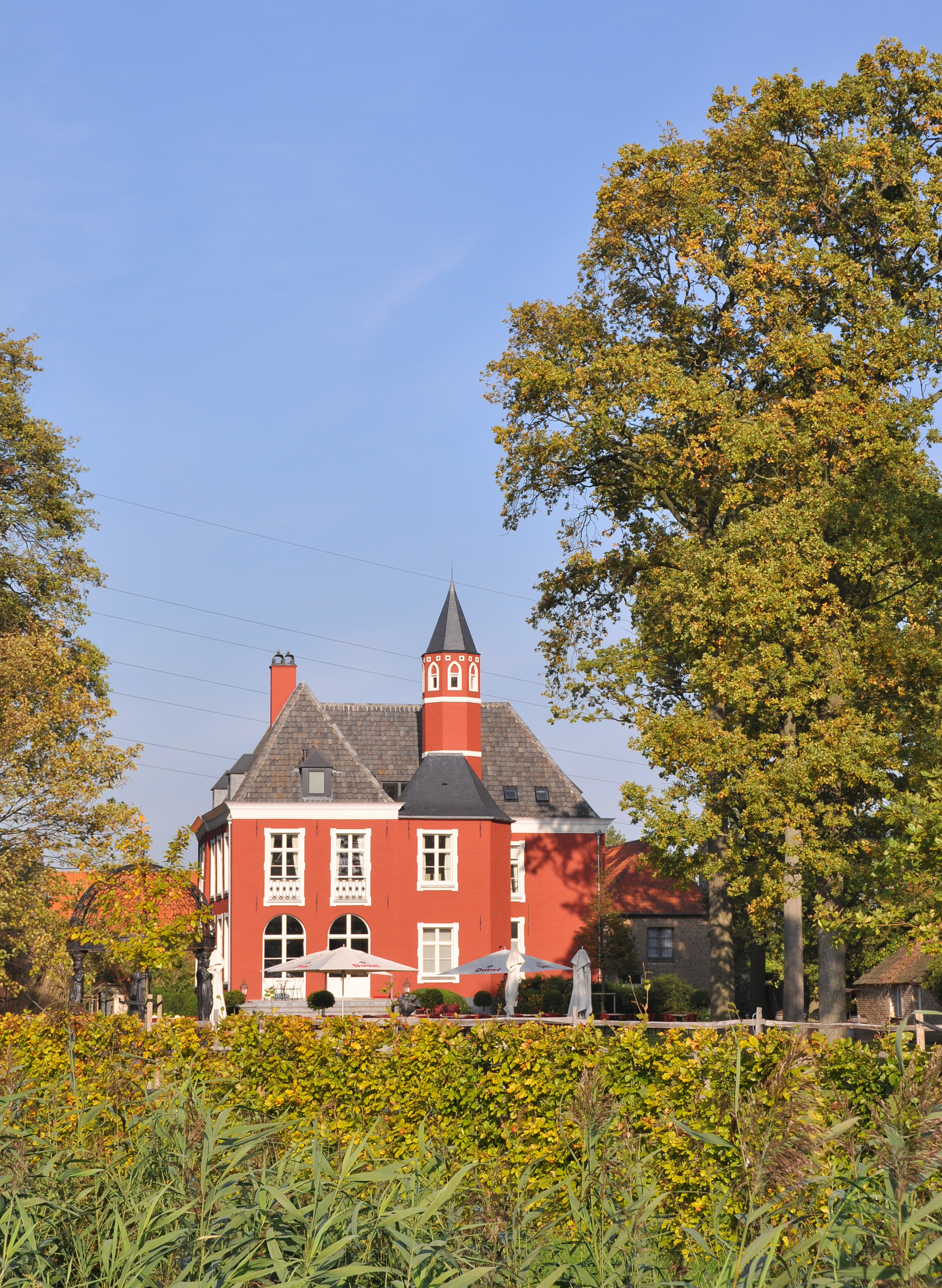
De Groene Poorte, gelegen in Koolkerke (Dudzelesteenweg 460)

Burgemeester Charles Tanghe ondertekende zijn laatste akte op 27 februari 1885 en Alphonse van Caloen zijn eerste op 4 maart 1885. Van Caloen was al bij koninklijk besluit van 14 februari 1885 tot burgemeester benoemd, maar legde klaarblijkelijk pas op 27 februari de eed af.
Hij werd niet in de beste omstandigheden tot het ambt geroepen. De gemeenteraad had immers de zetelende burgemeester Charles Tanghe voorgedragen, maar de minister van Binnenlandse zaken Joseph Devolder had de herbenoeming van deze 'liberale' burgemeester verworpen. Tijdens de installatiezitting op 27 februari 1885 vond een hevige woordenwisseling plaats tussen de afgezette burgemeester en zijn opvolger. Unaniem (acht stemmen tegen de ene van Van Caloen) besliste de raad dat geen plechtige inhuldiging van de burgemeester zou worden georganiseerd. 
Daar waar andere Koolkerkse burgemeesters de akten van de burgerlijke stand overlieten aan een schepen die hiermee werd belast, was van Caloen zelf de ondertekenaar van alle akten van geboorte, huwelijk en overlijden, hetgeen een aanwijzing is van de activiteit die hij voor zijn gemeente ontplooide. 
In 1899 moest de gemeente, in het kader van de aanleg van de Brugse binnenhaven en van het kanaal Brugge-Zeebrugge, 400 ha grond aan de stad Brugge afstaan. Hierin lagen de wijken Fort Lapin en Ter Panne, met een aanzienlijke bewoning. De bevolking van wat van de gemeente overbleef daalde beneden de achthonderd inwoners. 
In 1914 vluchtte Van Caloen met zijn gezin naar Nederland. Schepen Jacobus Van de Ryse trad op als dienstdoende burgemeester. Toen hij na de oorlog terugkwam, nam hij zijn ambt weer op.
Hij bleef burgemeester tot aan zijn dood, hetzij gedurende 43 jaar, ongetwijfeld de langste ambtstermijn op deze gemeente.

## De Groene Poorte
Van Caloen bewoonde het kleine kasteel genaamd De Groene Poorte, gelegen in Koolkerke (Dudzelesteenweg 460) en dat sinds de 16de eeuw bekendstond als zomerverblijf. In het begin van de 18de eeuw behoorde het aan de familie de Nieulant en kwam door huwelijk bij de familie van Caloen. 
Het was ten deel gevallen aan de adellijke tak van Caloen Arents, waar de moeder van Alphonse toe behoorde en langs wie het bij de niet-adellijke tak terechtkwam. Na Alfons van Caloen ging het over op zijn dochter, echtgenote du Trieu de Terdonck. In 2007 verkocht deze familie de eigendom, die een grondige restauratie onderging en vervolgens als restaurant en klein hotel werd uitgebaat onder de naam Château Rougesse, na enkele jaren onder de naam 't Kasteeltje.